# 夢にこんにちは〜ウイロータウン物語〜
『夢にこんにちは〜ウイロータウン物語〜』（ゆめにこんにちは ウイロータウンものがたり）は、奥井雅美の通算2作目のシングルである。

## 背景
- 表題曲とカップリング曲ともに、奥井のオリジナルアルバムには未収録で、2001年に発売されたベスト・アルバム『S-mode #1』[1]に初収録された[注釈 1]。

## 収録曲
| 全作曲・編曲: 手塚理。 |                                                             |            |            |      |
| #                      | タイトル                                                    | 作詞       | 作曲・編曲 | 時間 |
| 1.                     | 「夢にこんにちは〜ウイロータウン物語〜」                    | 松葉美保   | 手塚理     | 3:09 |
| 2.                     | 「リバプールへおいで」                                      | 白峰美津子 | 手塚理     | 2:31 |
| 3.                     | 「夢にこんにちは〜ウイロータウン物語〜」(OFF VOCAL VERSION) |            | 手塚理     | 3:09 |
| 4.                     | 「リバプールへおいで」(OFF VOCAL VERSION)                   |            | 手塚理     | 2:31 |
| 合計時間:              | 合計時間:                                                   | 合計時間:  | 11:20      |      |

## メディアでの使用
| # | 曲名                                     | タイアップ                                                           | 出典  |
| - | ---------------------------------------- | -------------------------------------------------------------------- | ----- |
| 1 | 「夢にこんにちは〜ウイロータウン物語〜」 | テレビ東京系アニメーション『楽しいウイロータウン』オープニングテーマ | [ 2 ] |
| 2 | 「リバプールへおいで」                   | テレビ東京系アニメーション『楽しいウイロータウン』エンディングテーマ | [ 2 ] |